# Le Palmarès des chansons
Palmarès des chansons est une émission conçue et produite par Guy Lux, co-produite avec Jacques Antoine, Jacques Solness et Jacqueline Duforest, présentée par Guy Lux et Anne-Marie Peysson, qui était diffusée chaque semaine de 1965 à 1968 sur la première chaîne de la télévision française. Au cours de cette émission, les téléspectateurs pouvaient voter pour des chansons à succès, qui étaient interprétées en direct par de jeunes artistes inconnus du grand public. La réalisation était de Roger Pradines. Les chanteurs étaient accompagnés par un orchestre sous la direction de Raymond Lefèvre, qui a également composé le générique de l'émission.
Après la dernière émission diffusée le 8 juin 1967, l'émission fera son retour le 26 septembre 1979 et diffusée jusqu'au 16 décembre 1981 sur Antenne 2 une fois par mois de septembre à décembre 1979 sous l'intitulé " Palmarès 79" puis l'émission devient bimensuelle entre janvier 1980 " Palmarès 80" et décembre 1981 "Palmarès 81".
Cette émission connaît un énorme succès populaire : les plus grands chanteurs francophones de l'époque sont venus y participer. L'émission était parrainée par les Caisses d'Épargne et de Prévoyance (25 émissions parrainées en 1967) et Air Inter.
Guy Lux tentera à plusieurs reprises, entre 1986 et 2001, de faire renaître cette émission, sans succès.
L'émission est rediffusée sur Mélody  périodiquement.

## Principe de l'émission
À chaque émission, un chanteur renommé est invité et de jeunes artistes doivent interpréter en direct un des succès de ce chanteur ou leur nouvelle chanson. Un jury de professionnels va alors classer les chansons, à la manière d'un radio-crochet. À l'issue de l'émission précédente, les téléspectateurs avaient été invités à envoyer leurs propres classements de ces chansons en utilisant des cartes à perforer, chaque chanson étant représentée par un numéro sur la carte. Les téléspectateurs dont le palmarès correspond à celui du jury gagnent une somme d'argent.
La détermination des gagnants se faisait à l'aide d'une machine informatique, sur laquelle la caméra effectuait un gros plan permettant de voir les cartes perforées être triées automatiquement, ce qui ajoutait un côté technique et moderne à l'émission. Un moment clé de l'émission était l'arrivée des sacs de courrier contenant les cartes envoyées par les téléspectateurs.
Au cours de l'émission du 3 mars 1966, Guy Lux affirme que 10 millions de cartes-réponses ont été envoyées ce jour par les téléspectateurs permettant à 462 gagnants de se partager 42 millions de francs.
À la fin de chaque émission, la mythique séquence du "coup de chapeau à" met à l'honneur une grande star de la chanson invitée à interpréter quelques-unes de ses œuvres, comme pour un mini récital. En quelque sorte, c'est la tête d'affiche de l'émission. S'y produiront entre autres Georges Brassens, Guy Béart, Jean Ferrat, Charles Aznavour, Charles Trenet, Gilbert Bécaud, Serge Gainsbourg, Jacques Dutronc, Juliette Gréco, Sheila, Sylvie Vartan, Mireille Mathieu, Dalida, Claude François, Johnny Hallyday, Fernandel. Le "coup de chapeau à" le plus marquant a lieu le 10 novembre 1966 : Guy Lux parvient, non sans mal, à convaincre Jacques Brel (qui a choisi d'arrêter les tours de chants) de venir faire ses adieux télévisuels dans son émission, juste avant ses adieux à l'Olympia. Ça sera la toute dernière fois que Brel chantera pour le petit écran. Cela crée un véritable évènement et tout le gotha de l'ORTF et de la chanson française y est présent. Le studio est plein à craquer à tel point que les caméras de Roger Pradines ne peuvent quasiment plus bouger, ce qui donnera quelques mémorables plans fixes interminables sur le visage très expressif de l'artiste belge interprétant 11 chansons dont Ne me quitte pas.